# Shake Shake Go
Shake Shake Go ist eine britische Indie-Folk-Band aus London. Das Quintett um Leadsängerin Poppy Jones besteht aus Marc Le Goff, Kilian Saubusse, Virgile Rozand und Toby Barnett. Durch Live-Termine als Supporting Act für Dan Croll, King Charles und James Blunt konnte die Band sich schon eine kleine, aber solide Fanbase erspielen. Auch in Deutschland waren Shake Shake Go durch ihre Rolle als Support der Deutschland-Tour von Talisco schon unterwegs.

## Geschichte
Poppy Jones und Marc Le Goff arbeiteten etwa 2010 das erste Mal zusammen. Sie lernten sich im Music-College in London kennen und fingen bald an, Lieder zu schreiben. Zwei bis drei Jahre später beschloss das Duo, eine Band zu gründen. Der Name der Band wurde von einem kleinen Jungen ausgewählt, der die Ausschreibung gewann, mit der die Musikgruppe nach einem Namen suchte. Im Dezember 2014 veröffentlichte die Gruppe ihre Debüt-Single England Skies und am 9. März 2015 ihre erste EP, die nach der Band selbst benannt ist und vier Tracks beinhaltet.

## Stil
Die Leadsängerin Poppy Jones gab in einem Interview die Indie-Rockband Arcade Fire, die Sängerinnen Aretha Franklin und Dusty Springfield sowie die Rockband Oasis als Einflüsse auf den musikalischen Stil an, sagt jedoch, dass diese Aufzählung bei weitem nicht alle Einflüsse beinhalte.

## Diskografie
Alben
- 2016: All in Time
- 2018: Homesick

EPs
- 2015: Shake Shake Go
- 2018: Dinosaur

Singles
- 2015: England Skies
- 2016: We Are Now
- 2018: Dinosaur
- 2018: Come Back to Me

## Auszeichnungen für Musikverkäufe
| Platin-Schallplatte - Spanien - 2025: für die Single England Skies |

Anmerkung: Auszeichnungen in Ländern aus den Charttabellen bzw. Chartboxen sind in ebendiesen zu finden.
| Land/RegionAuszeichnungen für Musikverkäufe (Land/Region, Auszeichnungen, Verkäufe, Quellen) | Gold  | Platin  | Verkäufe | Quellen             |
| -------------------------------------------------------------------------------------------- | ----- | ------- | -------- | ------------------- |
| Frankreich (SNEP)                                                                            | Gold1 | —       | 100.000  | snepmusique.com     |
| Spanien (Promusicae)                                                                         | —     | Platin1 | 60.000   | elportaldemusica.es |
| Insgesamt                                                                                    | Gold1 | Platin1 |          |                     |